# Места силы
«Места силы» — культовые места у новых религиозных движений и неоязычников, в которых, по мнению представителей соответствующих движений, имеется «особая энергетика».
Обычно располагаются в географически или геологически выделяющихся местах (например, Сейдозеро на Кольском полуострове), в местах первобытных поселений (например, Аркаим на Южном Урале, Каменная Могила под Мелитополем, Окунево в Омской области) или около дольменов (например, на Черноморском побережье Краснодарского края). Неоязычники чаще используют в качестве «мест силы» археологические памятники, поскольку для них важна «связь с предками», а эзотерики — природные объекты, поскольку для них энергия важнее пространства.
Место может стать «местом силы» после привлечения к нему общественного внимания специалистами — археологами, этнографами
или историками, предположившими или установившими его связь с поклонением в древности. Например, внимание к валунам в музее-заповеднике «Коломенское» в Москве привлёк историк А. С. Чигрин, работавший в музее экскурсоводом и делившийся с посетителями своими гипотезами, а Аркаим стал «местом силы» благодаря археологам, связавшим его с ариями (древними иранцами). Хотя могут, напротив, привлечь внимание и любители, увлечённые эзотерическими идеями — так произошло с Сейдозером и Покайнским лесом в Латвии.
По мнению М. А. Угаева, в «местах силы» происходит «перенос функции храма на природный объект или археологический памятник». Постепенно паломники обживают «место силы» и строят там ритуальные сооружения — очаги-жертвенники, выложенные из камней знаки, деревянные идолы, ритуальные площадки, обнесённые рвами и валунами, и т. д. При этом поклоняющимся важно само место как «проводник животворных энергий» или как указатель на такие энергии, а не построенные на этом месте ритуальные сооружения, которые лишь отмечают границы «места силы».
Паломники часто считают, что чем большее число людей посещает «место силы», тем больше энергии в нём накапливается — такие места называют «намоленными местами».
Посетители «мест силы» зачастую творчески подходят к их интерпретации и использованию, поскольку ещё не сложились каноны поклонения в них. Благодаря этому люди обретают чувство свободы, которого им не хватает в традиционных религиях. Объяснения экскурсоводов часто раздражают паломников своим рационализмом. Также поклоняющие порой обвиняют специалистов в сокрытии истины, в недопуске к находкам, которые якобы являются государственной тайной и охраняются спецслужбами.
«Места силы» могут использоваться предпринимателями, строящими туристический бизнес вокруг паломничества к ним и для этого рекламирующих их. Например, дольмены на Черноморском побережье Краснодарского края были популяризованы российским писателем и предпринимателем Владимиром Мегре, писавшим про их эзотерический смысл.